# Veneter (Gallien)

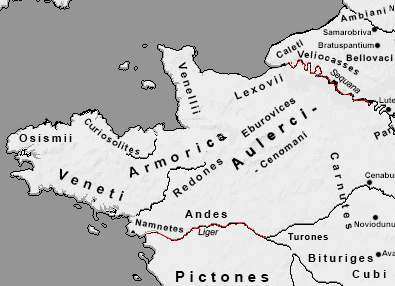
Karte mit Angabe des Stammesgebietes der Veneter

Die Veneter (Venetes) waren ein keltischer Volksstamm, der seit dem 5. Jahrhundert v. Chr. an der Küste von Aremorica, im Westen der späteren römischen Provinz Gallia Lugdunensis angesiedelt war. Ihr Siedlungsgebiet lag im heutigen Morbihan in der Bretagne. Zum umstrittenen Zusammenhang mit den Venetern in Oberitalien siehe Veneter (Adria).

## Seevolk
Unter allen Galliern waren die Veneter im Seewesen am meisten bewandert, von Gaius Iulius Caesar wurde ihnen eine Art von Vorherrschaft auf ihrem Küstenabschnitt des Atlantiks nachgesagt. Ihre Hauptstadt war Dariorigum, später Venetis, das heutige Vannes.

## Kampf gegen Caesar
Die Veneter unterwarfen sich zuerst im Jahre 57 v. Chr. den Truppen des Publius Licinius Crassus, der im Auftrage Caesars agierte. Im folgenden Winter kam es jedoch infolge der römischen Forderung nach Getreidelieferungen zum Aufstand, der sich rasch ausbreitete. Die Veneter nahmen römische Offiziere als Geiseln, die sie gegen die von ihnen den Römern gestellten Geiseln tauschen wollten. Caesar sah den Aufstand als Vertragsbruch und ließ in großer Eile auf der Loire Galeeren bauen, die zusammen mit anderen keltischen Schiffen unter dem Kommando von Decimus Iunius Brutus Albinus gegen die Veneter geführt wurden. Caesar selbst rückte mit der Infanterie gegen das Gebiet der Veneter vor. Auf Grund der geografischen Verhältnisse gestaltete sich jedoch die Eroberung sehr langwierig und den Venetern gelang es immer wieder, belagerte Städte über den Wasserweg zu versorgen und – falls ihr Stützpunkt bei Belagerungen durch die Römer, z. B. durch den Bau von Dämmen, bedroht war – über See auf einen anderen auszuweichen. Die Stützpunkte der Veneter an den Küsten waren meist bei Ebbe Halbinseln, bei Flut aber von Wasser umschlossen. Als dann endlich die lange durch Stürme an der Loiremündung festgehaltene Flotte erschien, übernahm diese die Kampfhandlungen. Es kam 56 v. Chr. zur Seeschlacht, die Caesar von der Halbinsel Rhuys aus beobachtete. Obwohl die hochbordigen Segelschiffe der Veneter für den Ozean besser geeignet und in der Überzahl waren, gelang es den Römern, deren Segelwerk mit an langen Stangen befestigten Sicheln zu durchschneiden und die Schiffe zu vernichten. Bedingt durch eine Windstille wurde letztlich die gesamte Flotte der Veneter vernichtet und sie ergaben sich. Die gesamte Bretagne wurde erobert. Im Gegensatz zu sonst – vermutlich um den hartnäckigen Widerstand zu ahnden – ließ Caesar den gesamten Gemeinderat hinrichten und die Bevölkerung versklaven.